# Marco Estrada (baseballista)
Marco René Estrada (ur. 5 lipca 1983) – meksykański baseballista, który występował na pozycji miotacza.

## Kariera klubowa

### Washington Nationals

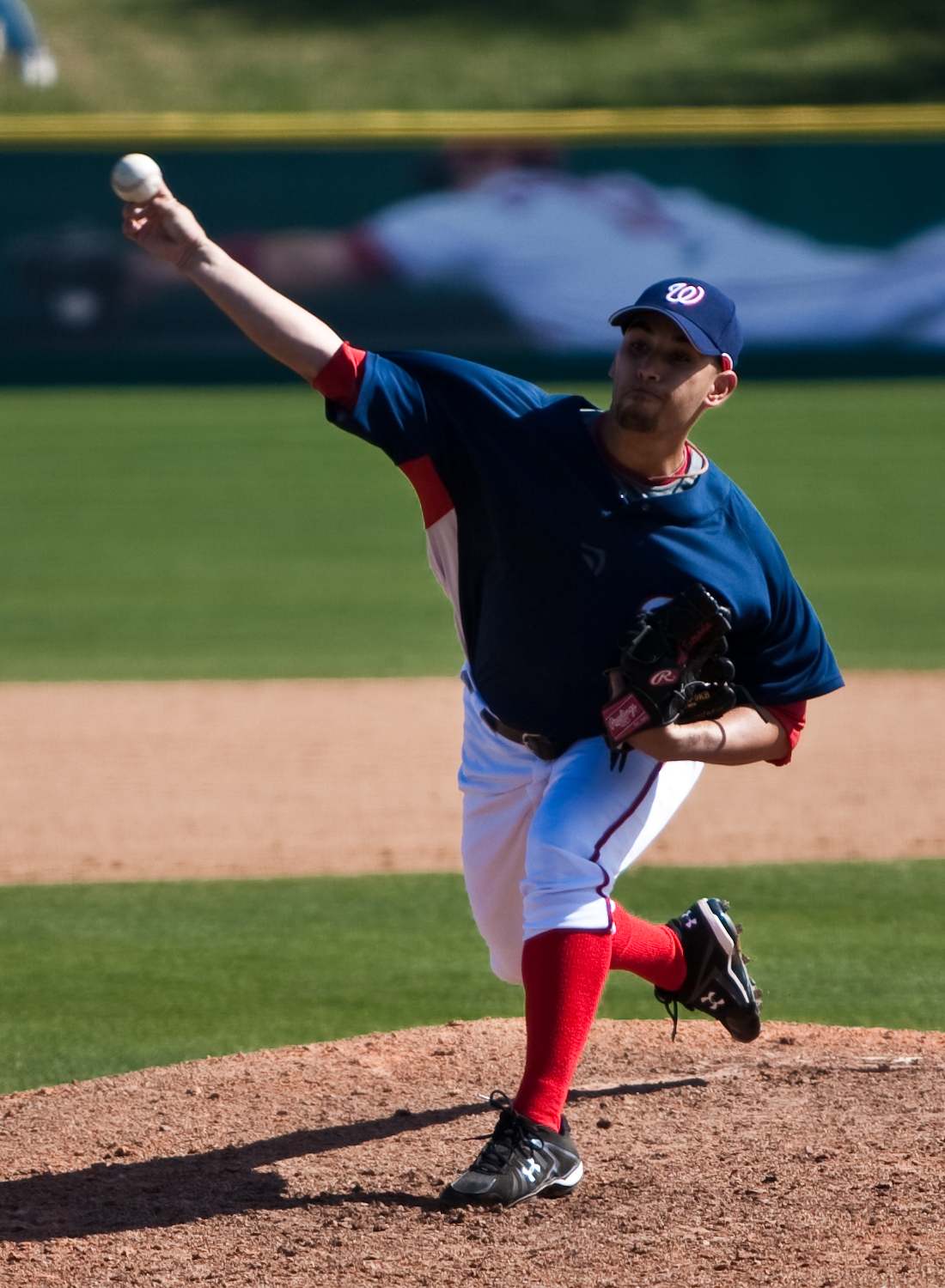
Marco Estrada jako zawodnik Washington Nationals.

Po ukończeniu studiów na Glendale Community College i California State University, w czerwcu 2005 został wybrany w szóstej rundzie draftu przez Washington Nationals. Zawodową karierę rozpoczął w Vermont Expos (poziom Rookie), następnie w 2006 grał w GCL Nationals (Rookie) i Savannah Sant Golds (Class A). W 2008 narzucał dla GCL Nationals, Hagerstown Suns (Class A) i Potomac Nationals (Class A-Advanced). Sezon 2008 rozpoczął od występów Harrisburg Sentors (Double-A), a potem grał w Columbus Clippers (Triple-A).
19 sierpnia 2008 został powołany do 40-osobowego składu Washington Nationals i dzień później zadebiutował w Major League Baseball w meczu przeciwko Philadelphia Phillies jako reliever. W 2009 większość sezonu spędził w Syracuse Nationals z Triple A.

### Milwaukee Brewers
W lutym 2010 został zawodnikiem Milwaukee Brewers. Sezon 2010 rozpoczął w Nashville Sounds (Triple-A), a w barwach nowego zespołu zadebiutował 18 maja w meczu z Cincinnati Reds, w którym jako reliever rozegrał cztery zmiany. Po rozegraniu w MLB kolejnych sześciu meczów, powrócił do Nashville, w którym spędził resztę sezonu. 6 kwietnia 2011 ponownie powołano go do 40-osobowego składu Brewers ze względu na kontuzję Zacka Greinke i tego samego dnia w meczu przeciwko Atlanta Braves zanotował pierwsze zwycięstwo w MLB.
Sezon 2012 rozpoczął jako reliever, jednak wskutek kontuzji Chrisa Narvesona, został przesunięty do pięcioosobowej rotacji starterów i pełnił tę rolę również w 2013. W 2014 rozegrał 18 meczów jako starter i 18 jako reliever.

### Toronto Blue Jays
W listopadzie 2014 przeszedł do Toronto Blue Jays za Adama Linda. 19 czerwca 2015 w meczu przeciwko Baltimore Orioles po siedmiu zmianach notował no-hittera, jednak w pierwszej połowie ósmej Chris Parmelee zaliczył RBI single. Pięć dni później, w swoim kolejnym starcie w spotkaniu z Tampa Bay Rays, po rozegraniu 8⅓ zmiany, notował perfect game, który zakończył Logan Forsythe, zaliczając single'a. 11 października 2015 rozegrał pierwszy w karierze mecz w postseason jako starter, notując zwycięstwo. Wystąpił również w dwóch meczach American League Championship Series (W-L 1–1), przeciwko późniejszemu triumfatorowi w World Series Kansas City Royals. Po zakończeniu sezonu podpisał nowy, dwuletni kontakt wart 26 milionów dolarów.
15 czerwca 2016 w meczu przeciwko Philadelphia Phillies ustanowił klubowy rekord, nie oddając przeciwnikowi więcej niż pięć odbić w dziesięciu kolejnych startach. Sześć dni później w spotkaniu z Arizona Diamondbacks, został pierwszym miotaczem od 1893 (kiedy górkę miotacza przesunięto na odległość 60 stóp i 6 cali), który oddał najwyżej pięć odbić w jedenastu meczach z rzędu, rozgrywając minimum sześć zmian w meczu. W lipcu 2016 został po raz pierwszy powołany do AL All-Star Team, jednak nie mógł wystąpić w Meczu Gwiazd z powodu kontuzji pleców.

## Kariera reprezentacyjna
W 2013 na turnieju World Baseball Classic reprezentując Meksyk, rozegrał jeden mecz. 9 marca przeciwko Kanadzie zanotował porażkę.

## Nagrody i wyróżnienia
| Nagroda/wyróżnienie | Lata | Źródło |
| All-Star            | 2016 | [ 14 ] |